# Verband Deutscher Prädikats- und Qualitätsweingüter

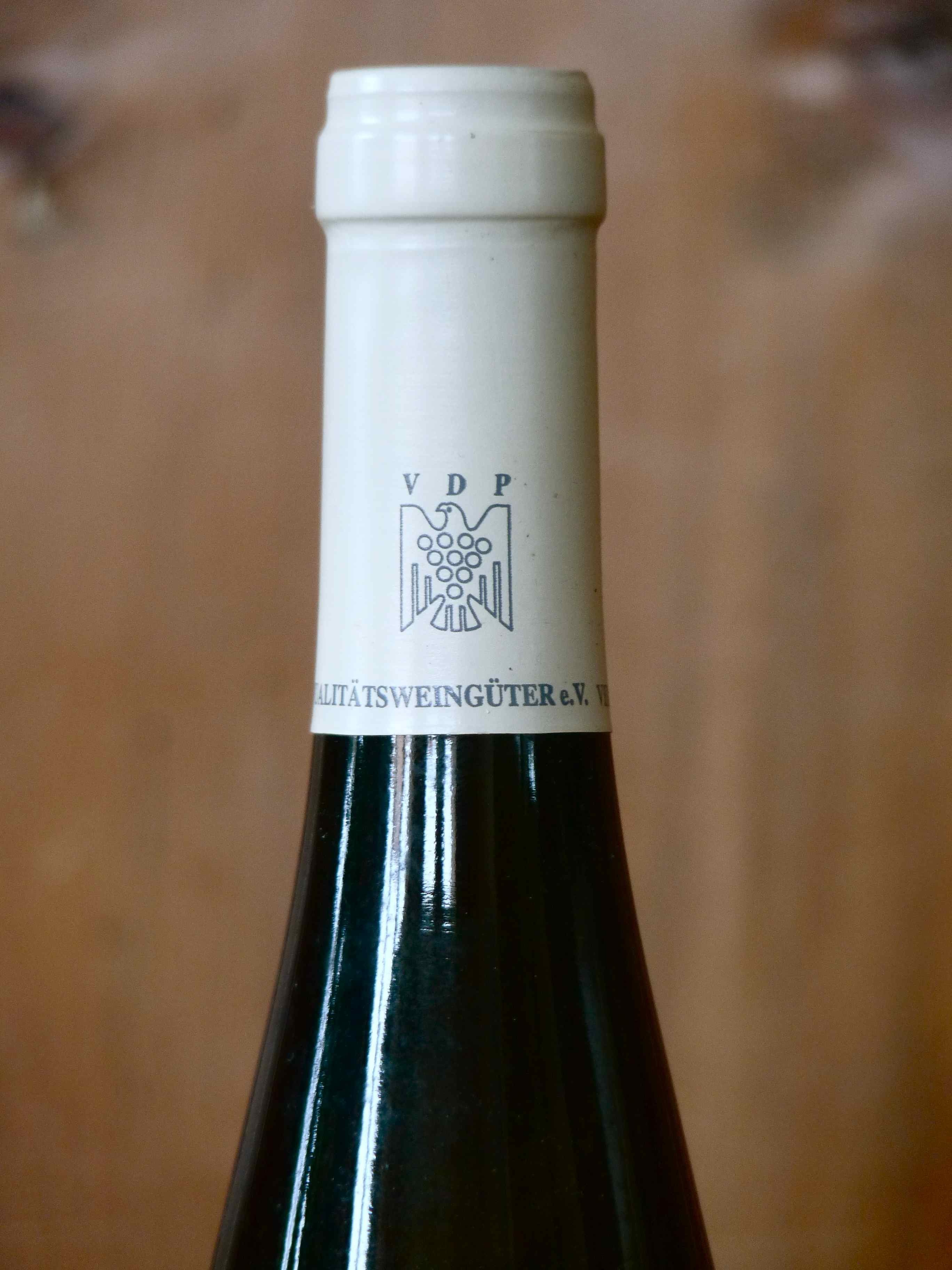
Het logo van de VDP op een capsule

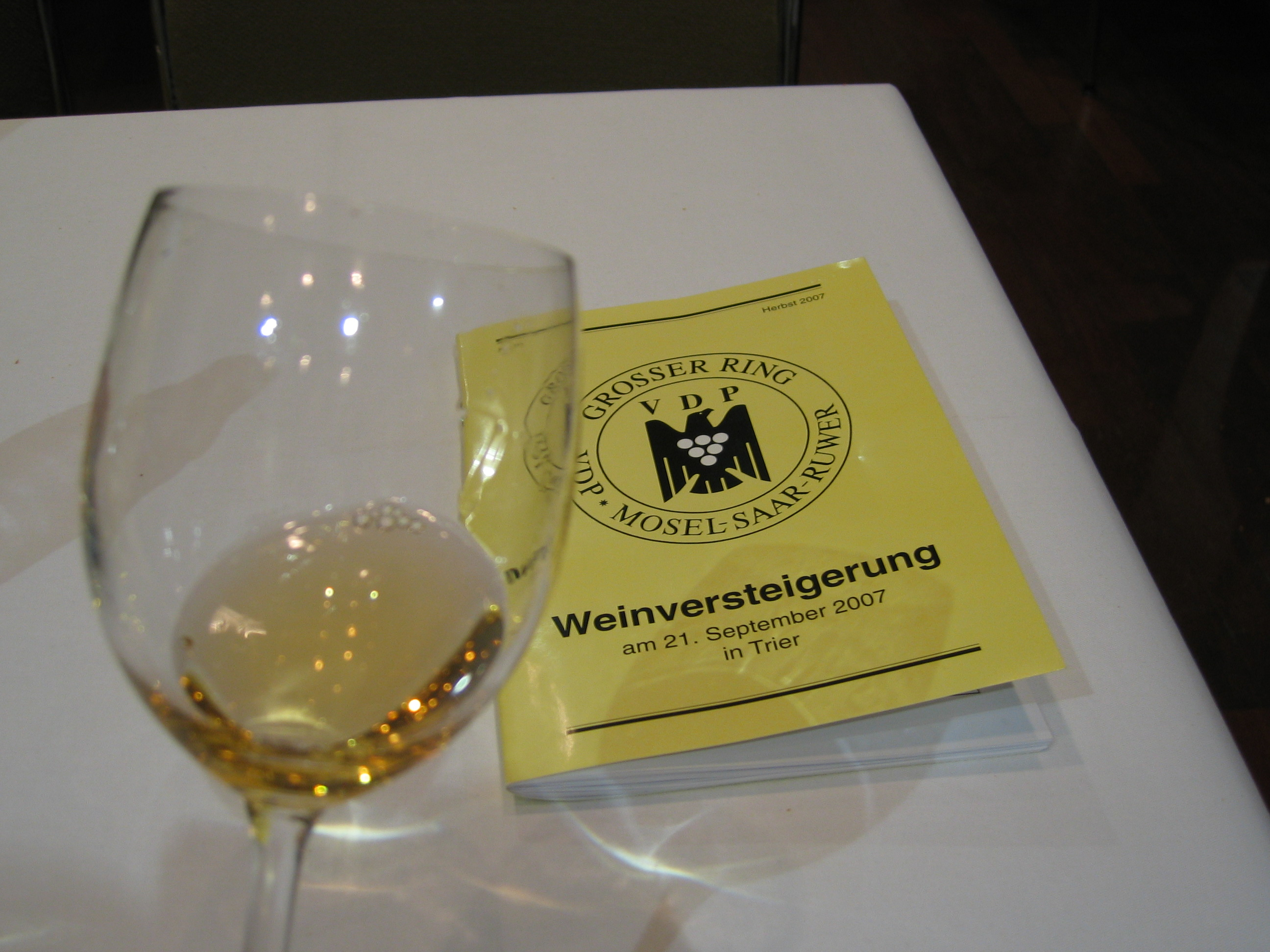
Een Trockenbeerenauslese wordt op een veiling van de VDP beoordeeld.

Het Verband Deutscher Prädikats- und Qualitätsweingüter e. V. – afgekort VDP – is een vereniging van wijnproducenten in de Duitse wijnbouw die een zekere kwaliteitsnorm willen nastreven en promoten. Sinds 1990 verwacht de vereniging van haar leden ook een bepaald ecologisch beheer.

## Geschiedenis
Uit eerder opgerichte regionale “Naturwein”-verenigingen uit de Palts, Rheingau, Moezel, Baden, Rheinhessen en Nahe is de vereniging als "Verband Deutscher Naturweinversteigerer e. V." in 1910 opgericht. In 1926 werd de vereniging echter pas officieel in het register ingeschreven.
Met de term “naturwein” doelde men toen al op specifieke standaarden zoals onder andere het verbod op “verbesserung” (Nederlands: “verbetering”) van wijn. Daarbij kwamen ook regels over de voorwaarden van de wijnveilingen en de datums waarop dat moest plaatsvinden, het gemeenschappelijk naar buitentreden, wijnconcoursen in het buitenland en het uitwisselen van ervaringen in de wijnbouw en wijn.
In 1955 vond hun eerste wijnveiling in Wiesbaden plaats. De jaren daarop zijn de regels om er aan te mogen meedoen steeds verscherpt. Met de invoering van de (nieuwe) Duitse wijnwet in 1971 gaf dat enige wrijving met de vereniging. Hun regels en ideeën kwamen niet altijd overeen met die van de wetgever, waardoor ook minder goede wijnmakers ogenschijnlijk topwijnen op de markt zouden kunnen brengen.
Naamsverandering van de vereniging volgde in 1972 naar het "Verband Deutscher Prädikatsweingüter" en vervolgens in 1982 naar Verband Deutscher Prädikats - und qualitätsweingüter. Sinds 2012 zit het hoofdkantoor in de stad Mainz.

## Classificatie
Vanaf 1990 streven de leden biologische wijnbouw na. Vanaf 1994 worden de "Großlagen" – de wijngaardgroep waartoe men behoort – niet meer genoemd en is voor het predicaat Auslese alleen handmatig plukken (Duits: Handlese) toegestaan.
De classificaties van de “Ersten Gewächsen” en “Großen Gewächsen” zijn per 2002 ingesteld.
De leden hebben per 2012 unaniem een nieuwe indeling aangenomen die de kwaliteit en oorsprongsbenaming definieert. Het vervangt de indeling van de uit 1971 stammende wijnwet, die enkel uitgaat van het oechsle-gewicht van de most.
Het doel van de VDP is om juist bepaalde wijngaarden op het etiket hieraan te koppelen. Al heeft juist de wijnwet van 1971 de toen bestaande 30.000 wijngaardnamen teruggebracht naar minder dan 3000.
De nieuwe indeling bestaat uit vier niveaus. Van laagste naar hoogste,
- Gutswein (Wijn van het huis of wijngoed)
- Ortswein (Wijn uit de streek)
- Erste Lage (Wijn van een eerste kwaliteitswijngaard)
- Grosse Lage (Wijn van een topwijngaard)

Sommige regio’s hanteren slechts drie niveaus. Daarbij wordt de Erste Lage niet gebruikt.
Droge wijn van een Grosse Lage heet dan Grosses Gewächs. De predicaatsnamen Kabinett, Spätlese, Auslese, Beerenauslese, Trockenbeerenauslese en Eiswein worden door de VDP alleen nog maar gebruikt voor de wat zoetere (Duits: fruchtige) en zeer zoete (edelsuße) wijnen.
Met de mogelijkheid om oude kadaster-namen van wijngaarden (die van vóór 1971) te gebruiken voor beschermde herkomstbenamingen door de wijnbouwer (Duits: Winzer), kan deze zijn Grosse Lage benoemen.
De VDP is actief over alle Duitse kwaliteitsregio’s . De plaatselijke organisatie van VDP in wijnregio Mosel wordt ook wel de “Grosse Ring” genoemd. (Nederlands: Grote samenwerkingskring). Zo is in het Moezelwijngebied vooral de Bernkasteler Ring actief die bekendstaat als “Kleiner Ring”.